# Новинка (Липецкая область)
Нови́нка — деревня Меньшеколодезского сельского поселения Долгоруковского района Липецкой области.

## География
Деревня Новинка находится в южной части Долгоруковского района, в 7 км к югу от села Долгоруково и в 2 км на северо-запад от села Меньшой Колодезь. Располагается на берегах небольшого ручья, впадающего в 2 км восточнее деревни в реку Лух.

## История
Новинка впервые упоминается в «Экономических примечаниях Елецкого уезда» 1778 года как «деревня Новинская, на левом берегу реки Малого Колодезя, в ней 12 дворов». Название получила как новое селение в данной местности.
В «Списке населённых мест» Орловской губернии 1866 года значится как владельческое сельцо «Новинское», имеет 46 дворов и 235 жителей.
В начале XX века новинцы числились в приходе Сергиевской церкви села Меньшой Колодезь.
В 1904 году в Новинке открывается училище, попечителем которого в 1910 году становится елецкий купец Николай Иванович Чеботарев.
В 1926 году в Новинке 66 дворов и 363 жителя.
До 1920-х годов деревня относилась к Сергиевской волости Елецкого уезда Орловской губернии. С 1928 года Новинка в составе Долгоруковского района Елецкого округа Центрально-Чернозёмной области. После разделения ЦЧО в 1934 году деревня в составе Долгоруковского района Воронежской области, с 1935 года — Курской, с 1939 года — Орловской, а с 1954 года вновь образованной Липецкой области.
В селе родился Герой Советского Союза Виктор Севрин.

## Население
| 2010 |
| ---- |
| 51   |

## Транспорт
Новинка связана асфальтированной дорогой с районным центром селом Долгоруково и деревней Харламовкой. Грунтовыми дорогами связана с деревней Сергиевка Первая и селом Меньшой Колодезь.
В 4 км к северо-западу от деревни находится железнодорожная станция Ост. плат. 479 км (линия Елец – Валуйки ЮВЖД).